# Aniva
Aniva (in giapponese e ainu Rudaka) è una cittadina della Russia asiatica, situata nell'Estremo Oriente Russo, nella parte meridionale dell'Oblast' di Sachalin, 37 km a sud Južno-Sachalinsk. Si affaccia sull'omonimo golfo, alla foce del fiume Ljutoga. È capoluogo dell'Anivskij rajon.
Fondata nel 1886 con il nome di Ljutoga, appartenne dal 1905 al 1945 all'Impero del Giappone; ottenne lo status di città nel 1946.

## Società

### Evoluzione demografica
Fonte: mojgorod.ru
- 1959: 5.600
- 1979: 6.800
- 1989: 8.900
- 2002: 8.084
- 2007: 8.200
- 2015: 9.288